# 井口一彦
井口 一彦（いぐち かずひこ、1966年11月23日 - ）は、東京都練馬区出身の日本のロック歌手、音楽家、シンガーソングライター。

## 略歴
THE HEARTのボーカル・ギターとして、マザーエンタープライズ傘下のレコードレーベル、Mother&Childrenより1988年2月1日、アルバム『CHAPMAN』でデビュー。1992年の解散後はソロに転向し、現在はプライベート・レーベルにて作品リリース。2005年にTHE HEARTを復活させた。アコースティックの老舗イベント「TOKYO ACOUSTIC NITE」の発起人。

## 人物
東京都練馬区出身。幼少の頃に母親の働く小料理屋に来ていた『流し』に合わせて歌い、その才能の片鱗を見せる。小学三年生でKISSに衝撃を受け、ベイ・シティ・ローラーズと矢沢永吉に憧れる。また、不慮の死で亡くなった小母から譲り受けた形見のギターでフォークソングに目覚める。バスケットボールとギターに夢中になった中学生の頃にバンドを結成。1985年、ヤマハ主催のEastWest'85に出場、中野サンプラザ（決勝大会）にてグランプリを獲得。全国大会LMC（ライトミュージックコンテスト）にて、準優勝とベストボーカル賞を受賞。この時観に来ていた関係者に声をかけられ、マザーエンタープライズと仮契約を結ぶ。
THE HEARTはメンバーチェンジを経ながら6枚のシングル・4枚のアルバムを発表、合わせて精力的なライブ活動を展開するが、1992年9月に解散。井口はソロ活動に転向。だが1996年を以て一切の音楽活動を停止し、表舞台から姿を消すがインターネットの普及に伴い、古くからのファンがサイトを立ち上げていることを知った井口は復帰を決意（その際ファンサイトに復帰する旨のメッセージを自ら送っている）、2000年、自らのサイトを開設。2001年から音楽活動を再開。その後はソロプロジェクト、THE HEARTの再結成、オフィシャルサイトの運営を代表的な活動としている。

## ディスコグラフィー

### アルバム
- THE HEART
  - 『CHAPMAN』　1988年2月1日発売
  - 『雨は止みそうもない』　1988年11月21日発売
  - 『黄熱』　1989年11月28日発売
  - 『アカシア』　1991年7月25日発売
  - 『a Chronicle of THE HEART』　ベスト・アルバム　1996年7月25日発売
- 井口一彦
  - 『de novo』　1994年5月25日発売

### シングル
- 井口一彦
  - 『ふたりぼっち c/w胸のボタンをはずせ』　1994年5月25日発売

## メディアへの出演
東海ラジオ放送「SF Rock Station」、エフエムナックファイブ「MID NIGHT SPECIAL"ラヴ・ソング・オン・チューズデイ"」、エフエム福岡「FMロックサーキット」、エフエム北海道「FM ROCK KIDS」、FM802「THE HEARTS GATE」など、ラジオのDJとしても活動。ソロ活動開始時には一夜限りの『オールナイトニッポン』ラジオパーソナリティにも就き、当時のヒット曲に似ている（元ネタと思われる）楽曲を流す、などの企画が行われている。FM ナックファイブでは、開局と同時に番組も放送が開始され、開局前夜には井口の声での「試験放送」が行われた。
テレビの出演は少なく、深夜の音楽番組や地方の音楽番組以外は出演していない。THE HEART6枚目のシングル『遠い足跡』はアルペンのCM、ソロデビュー・シングル『ふたりぼっち』は毎日放送「乾杯!トークそんぐ」エンディングテーマに使用された。

## サポート・ミュージシャン

### THE HEART関連
- 後藤進 - ベーシスト
- 石黒淳一 - ベーシスト
- 藤尾領 - ギタリスト・作曲家・編曲家
- 斉藤律 - ギタリスト
- 五十嵐公太 - ドラマー
- 草野憲一 - ドラマー
- 辻武春 - ドラマー
- 上綱克彦 - キーボーディスト
- 伊藤信雄 - キーボーディスト

### ソロ関連以降
- 田中一郎 - ギタリスト
- 市川洋二 - ベーシスト
- 西川貴博 - ドラマー
- JAH-RAH - ドラマー
- 橋本章司 - ドラマー
- 塚本晃 - ギタリスト・ボーカル
- 太田チャッピー寿芳 - キーボーディスト